# Generalswahl vom 3. August 1914

Ulrich Wille und Theophil Sprecher von Bernegg (in der Mitte) bei einer Manöver-Besprechung mit Offizieren.

Die Generalswahl vom 3. August 1914 war eine durch Intrigen belastete Wahl zur Ernennung eines Oberbefehlshabers der Schweizer Armee für die Zeit des Ersten Weltkrieges. Dabei versuchte der Schweizer Bundesrat sich vehement und gegen den Willen des Parlaments für einen der Kandidaten einzusetzen. Die offizielle Wahl fand im Bundeshaus in Bern statt. Die eigentliche Entscheidung fiel jedoch am privaten Wohnsitz eines Kandidaten. Zum General wurde Ulrich Wille gewählt, kurz darauf der Gegenkandidat Theophil Sprecher von Bernegg zum neuen Generalstabschef ernannt.
Nach Ansicht der Presse wurde die Wahl zu ungenau untersucht und nicht korrekt aufgearbeitet. Es entstand der Eindruck, der Bundesrat wolle die Vorgänge so rasch als möglich beiseite legen, um im Interesse der Landesverteidigung Geschlossenheit gegenüber dem Inland wie aber auch gegenüber dem Ausland zu demonstrieren. Zudem sollte der bestehende Röstigraben zwischen der Deutschschweiz und der Romandie nicht unnötig vergrössert werden. Merkwürdigerweise wurde von der am gleichen Tag anberaumten Sitzung der Neutralitätskommission kein offizielles Protokoll angefertigt. Zudem äusserte sich der damalige Nationalrat Heinrich Walther später über weitere Ungereimtheiten, die sich rund um die Wahl in «bedenklichster Art» abgespielt haben sollen.

## Gründe für die Generalswahl
Nach länger andauernden Spannungen zwischen den Staaten der Triple Entente und den Mittelmächten war das Attentat von Sarajevo am 28. Juni 1914 Auslöser des Ersten Weltkriegs. Die Schweiz beobachtete die Entwicklungen genau. Nachdem Österreich-Ungarn am 28. Juli 1914 dem Königreich Serbien den Krieg erklärt hatte und Russland die Generalmobilmachung am 30. Juli 1914 auslöste, sah sich der Bundesrat gezwungen, ebenfalls zu handeln. Für ihn war klar, dass er die aussenpolitischen Schweizer Grundwerte Freiheit, Unabhängigkeit und Neutralität um jeden Preis wahren wollte. Nötigenfalls wollte er das Land mit sämtlichen zur Verfügung stehenden militärischen Mitteln verteidigen. Er stellte daher die gesamte Armee in Bereitschaft und befahl am 1. August die allgemeine Mobilmachung. Erst durch diese Mobilmachung wurde es notwendig, einen Oberbefehlshaber (in der Schweiz General) zu ernennen.

## Mögliche Kandidaten für das Amt des Generals

### Ulrich Wille

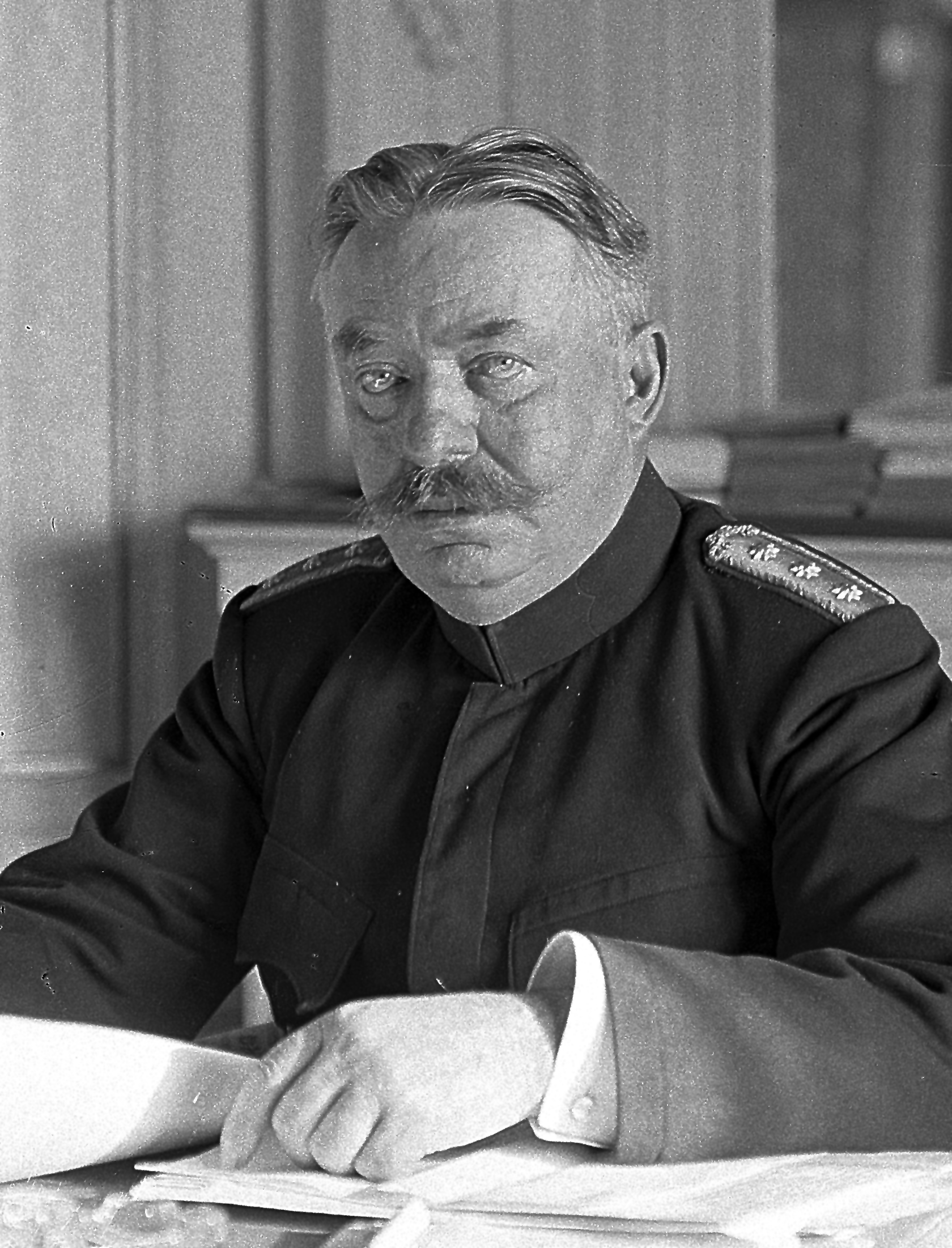
Ulrich Wille

Der 1848 in Hamburg geborene Ulrich Wille war im Alter von drei Jahren mit seiner Familie in die Schweiz gezogen. Er heiratete im Jahre 1872 Clara, die Tochter des württembergischen Generalleutnants Friedrich von Bismarck. Später wurde ihm mehrfach vorgeworfen, während des Krieges deutschlandfreundlich eingestellt zu sein.
Ulrich Wille trat 1872 in das Berufsoffizierskorps ein und erlangte durch seinen Erziehungsdrill und seine strenge Führung rasch Aufmerksamkeit. Er provozierte im Jahre 1896 seine Entlassung als Waffenchef. 1900 wurde er als Miliz-Divisionär reaktiviert und 1904 zum Korpskommandanten ernannt. Sein Hauptaugenmerk legte er auf die Kampf- und Führungsausbildung. Als Kommandant des 3. Armeekorps leitete er 1912 das viel beachtete Kaisermanöver.  Wille selber hegte grosse Ambitionen auf das Amt des Generals.

### Theophil Sprecher von Bernegg

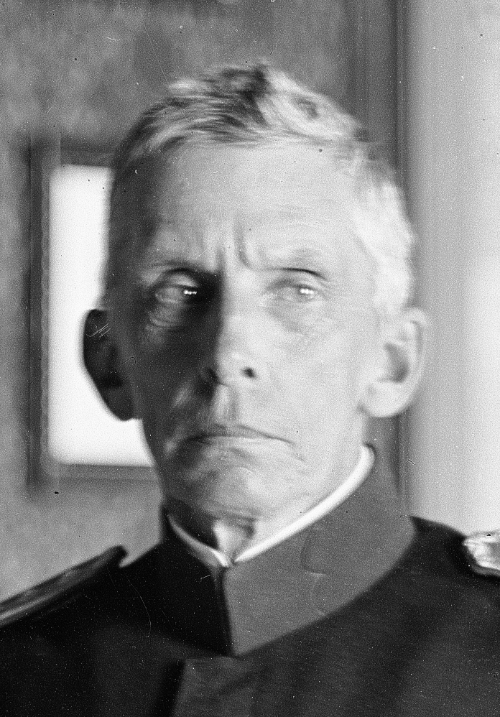
Theophil Sprecher von Bernegg

Theophil Sprecher von Bernegg aus dem früheren Graubündner Adelsgeschlecht Sprecher von Bernegg (genannt aber meist nur Sprecher) war zwei Jahre jünger als Wille. Im Alter von 21 Jahren wurde er in den Gemeinderat seines Geburtsortes Maienfeld gewählt und hatte später verschiedene politische Ämter inne. Zudem war er als Verwaltungsrat in bedeutenden Ostschweizer Unternehmen vertreten.
In der Armee legte Sprecher eine mustergültige Karriere hin. Bereits mit 41 Jahren war er als Oberst im Generalstab der Stabschef des 4. Armeekorps. Er wurde 1905 zum Chef der Generalstabsabteilung gewählt und war ab 1909 als Oberstkorpskommandant Chef des 4. Armeekorps. Sprecher selbst wollte sich nach dem Wunsch des Parlaments richten und hatte kein favorisiertes Amt.

### Alfred Audéoud
Alfred Audéoud, 1853 in Genf geboren, war Kommandant des 1. Armeekorps. Von der französischsprachigen Schweiz war er als Generalstabschef vorgesehen. In dieser Funktion sollte er Sprecher unterstützen, welcher der Westschweizer Wunschkandidat für das Generalsamt war. Da die Westschweiz relativ geringe Einflussmöglichkeiten im politischen Umfeld hatte und Audéoud weniger Dienstjahre als die anderen Kandidaten aufwies, waren die Erfolgsaussichten auf eine Wahl sehr klein.

### Isaak Iselin-Sarasin
Der 1851 in Basel geborene Isaak Iselin-Sarasin führte das 2. Armeekorps, vertrat den Kanton Basel-Stadt im Nationalrat und war Präsident des Schweizerischen Roten Kreuzes. Er verzichtete aufgrund eines Interessenskonflikts freiwillig auf einen Wahlgang und nahm selbst an der Abstimmung nicht teil. Damit konnte er sich der Stimme enthalten und musste nicht gegen Sprecher oder Wille stimmen.

### Peter Isler
Peter Isler aus Wagenhausen im Kanton Thurgau war mit 66 Jahren der älteste der in Frage kommenden Kandidaten. Er war Waffenchef der Infanterie und kommandierte bis 1912 das 1. Armeekorps. Isler galt aufgrund seines hohen Alters als wenig aussichtsreicher Kandidat für das Amt.

### Ansichten der Parlamentarier zu den Kandidaten
Die beiden Kandidaten Wille und Sprecher erhielten jeweils unterschiedliche Wertschätzungen. Sprecher war vielen Parlamentariern seit Jahren als Stratege bekannt. Sie hoben sein Pflichtbewusstsein für das Wohl des Landes und seine umsichtige Arbeit im Generalstab hervor. Da er zudem die Landessprachen beherrschte, erhielt er über alle Parteien und Sprachgebiete der Schweiz grosse Beachtung.
Wille erhielt ebenfalls viel Anerkennung, jedoch wurde bei ihm vor allem sein Bezug zu Deutschland (insbesondere die Sympathie gegenüber dem Deutschen Kaiserreich und der preussischen Armee) kritisiert. Ebenso hielt man ihm ein geringes Verständnis für den Föderalismus und das politische System der Schweiz vor. Ein grosser Nachteil für ihn war, dass er sowohl privat als auch beruflich nur Hochdeutsch sprach und keine der anderen Landessprachen fliessend beherrschte. Seine grössten Kritiker waren die Sozialdemokraten und die Westschweizer.

### Ansichten des Bundesrats zu den Kandidaten
Der Bundesrat seinerseits wünschte sich Theophil Sprecher weiterhin als Generalstabschef, da dieser alle Aufmarschpläne vorbereitet hatte und den Bereich erfolgreich führte. Mit Ulrich Wille wollte der Bundesrat dem übermächtigen Deutschland einen charakterlich ähnlichen und gleichzeitig aufrechten Befehlshaber gegenüberstellen.

## Ereignisse vor der Wahl

### Freitag, 31. Juli 1914

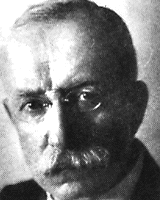
Arthur Hoffmann, der damalige Bundespräsident

Der damalige Bundespräsident Arthur Hoffmann verschickte am 31. Juli 1914 um 11:30 Uhr ein Telegramm an Willes Privatadresse in Meilen. Der Inhalt lautete: 

«Waere Ihnen dankbar wenn Sie mich heute Nachmittag besuchen würden Drahtantwort bezahlt Hoffmann Bundespraesident.»

Wille erhielt die Nachricht gegen 15 Uhr.
Arthur Hoffmann nahm die Wahlvorbereitungen an die Hand und liess den Gesamtbundesrat für zwei Sitzungen um 17 Uhr und 19 Uhr einberufen. In diesen Sitzungen sollten die Ansichten und die gemeinsame Ausrichtung vereinbart werden. Es wurde beschlossen, dass sich der Bundesrat von der einzuberufenden Bundesversammlung die Vollmacht für die Formulierung der Neutralitätserklärung geben lassen wollte und dass der National- und der Ständerat per Telegramm zu einer ausserordentlichen Sitzung am Montag, 3. August um 10:00 Uhr aufgeboten würden.
Die Traktandenliste für Montag sah Folgendes vor:
1. Mitteilungen betreffend die Lage der Schweiz und die vom Bundesrate zur Wahrung der Unabhängigkeit und Neutralität vorgenommenen Schritte;
2. Erteilung der Vollmachten;
3. Wahl des Generals;
4. Bundesbeschluss über die Ausgabe von Banknoten im Nennwerte von 5 Franken.

### Samstag, 1. August 1914

Das «Bellevue Palace» im Ersten Weltkrieg. Im Vordergrund marschiert eine Train-Einheit vorbei.

In der Zwischenzeit wurde die Mobilmachung ausgelöst, was für Tausende von Wehrmännern bedeutete, dass sie ihre Familien und ihren Beruf innert Stunden zurücklassen und sich in den Dienst der Armee stellen mussten. Ulrich Wille reiste am Samstagmorgen von Meilen mit dem Zug nach Bern. Unmittelbar nach seiner Ankunft begab er sich in das Grand Hotel «Bellevue Palace» und belegte dort sogleich eine Suite. Diese hatte er bereits als zukünftigen Standort des Hauptquartiers vorgesehen. Dass er die Zimmer gedanklich bereits in militärische Büros einteilte, unterstrich nochmals seine starken Ambitionen für das Generalsamt.
Im Verlaufe des Tages wurde Wille vom Bundespräsidenten empfangen. Jedoch besteht nur ein mündliches Selbstzeugnis, nicht aber offizielle Quellen für den Ort, die Dauer, den Verlauf oder den Inhalt des Gespräches. Vermutlich besprachen die Anwesenden alle denkbaren Ausgänge der Wahl. Dass Hoffmann und Wille sich gegenseitig sympathisch waren, lag einerseits daran, dass beide deutscher Abstammung waren, ausserdem hatten sie gemeinsam Militärdienst geleistet. Damals war Hoffmann als Kommandant der 12. Brigade dem Divisionskommandanten Wille unterstellt gewesen.

### Sonntag, 2. August 1914
Nach Willes eigenen Angaben ist er am Sonntag zurück an seinen Wohnort gereist, am Abend aber bereits wieder im «Bellevue Palace» eingetroffen.

## Der Wahltag

### Geschehnisse kurz vor Sitzungsbeginn

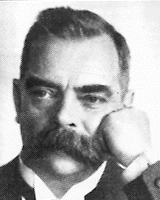
Camille Decoppet, Vorsteher des Eidgenössischen Militärdepartements.

Vor Beginn der Sitzung begab sich eine parlamentarische Gruppe aus der Westschweiz zu Camille Decoppet, dem Vorsteher des Eidgenössischen Militärdepartements (EMD). Sie sprachen sich gegen die Kandidatur Willes aus und überbrachten ihre «schwerwiegenden Bedenken» zu Handen des Bundesrats. Decoppet nahm die Aussagen zur Kenntnis und verwies die Gruppe anschliessend an den Bundespräsidenten.

### Neutralitätskommission
Die Neutralitätskommission traf sich ebenfalls an diesem Tag und beriet die anstehenden Geschäfte. Schon früh ergriff Hoffmann das Wort. Er stellte aus Sicht des Gesamtbundesrats dar, dass nur der tüchtigste Truppenführer zum General gewählt werden dürfe. Sympathien und Antipathien hätten vollständig zurückzutreten. Der Bundesrat habe beide Kandidaten geprüft und sei zum Schluss gekommen, dass Sprecher zwar ein grösseres theoretisches Wissen besitze, bei Wille aber eine ruhigere Entschlossenheit und bessere Entscheidungsfindungs-Kompetenzen auszumachen seien. Die Bedenken aus der Westschweiz wies er zurück und stellte klar, Wille sei durchaus ein Schweizer mit patriotischem Denken. Die Verbindung zum deutschen Kaiser Wilhelm II. sah er als Vorteil, da dieser beim letzten Besuch die schweizerische Neutralität vollständig anerkannt hatte. Weiter betonte er, dass Deutschland glaube, die Schweiz besitze eine genügend starke Armee, um ihre Neutralität zu verteidigen. Dieser Erfolg sei Wille zuzuschreiben.
Der ehemalige Oberstdivisionär und Chefredaktor der «Gazette de Lausanne», Nationalrat Édouard Secretan, war mit diesen Ausführungen gar nicht einverstanden. Zuerst wies er darauf hin, dass der Bundesrat kein Vorschlagsrecht für die Wahl des Generals hätte und die Bundesversammlung völlig frei und in eigener Verantwortung entscheiden müsse. Wenn der Bundesrat einen Vorschlag machen wolle, dann sollte er nur einen Namen präsentieren, ohne die Gründe für oder wider. Er führte weiter aus, die Westschweizer seien der Ansicht, dass eine allfällige Wahl Willes ein schwerer politischer Fehler wäre. Secretan kritisierte ferner, dass Wille auch in anderen Landesteilen unbeliebt war (z. B. im Kanton Graubünden durch die Flüela-Affäre, in der Wille 1913 in einem NZZ-Artikel Soldaten der Meuterei bezichtigt hatte) und dass er in der Armee falsche Impulse gesetzt habe. Wille wurde weiter vorgeworfen, dass er «weder das Land noch die Gefühle des Volkes» kenne und eine «unerfreuliche und untragbare Diktatur» entwickeln wolle. Secretan schlug vor, Sprecher zu wählen, da dieser die neue Truppenordnung eingeführt hatte und daher am besten wisse, wie man die Armeekorps führt. Als Generalstabschef schlug er Alfred Audéoud vor.
Der Graubündner Nationalrat Andrea Vital bekräftigte diese Ausführungen und betonte, dass Wille das Vertrauen seines Kantons nicht besitze.
Der Bundespräsident war nicht erfreut über die Entwicklung der Diskussion und suchte sich mit verfassungswidrigen Forderungen und vagen Argumenten zu rechtfertigen. Er plädierte dafür, dass die hauptverantwortliche Landesregierung den ausschlaggebenden Einfluss auf die Generalswahl haben müsse, obwohl dies gemäss der Bundesverfassung nicht vorgesehen ist. Weiter führte er aus, dass sich der Bundesrat falls nötig gegen Wille durchsetzen könne, sofern dieser die Auffassung der Räte nicht befolge. Hoffmann gab weiter zu bedenken, dass Wille bei einer Nichternennung zum General auch als Oberstkorpskommandant den Platz freimachen müsste. Er beantragte daher, Wille zum General und Sprecher zum Generalstabschef zu ernennen, wie dies mit den beiden Kandidaten bereits abgesprochen worden sei.

### Die Vormittagssitzung

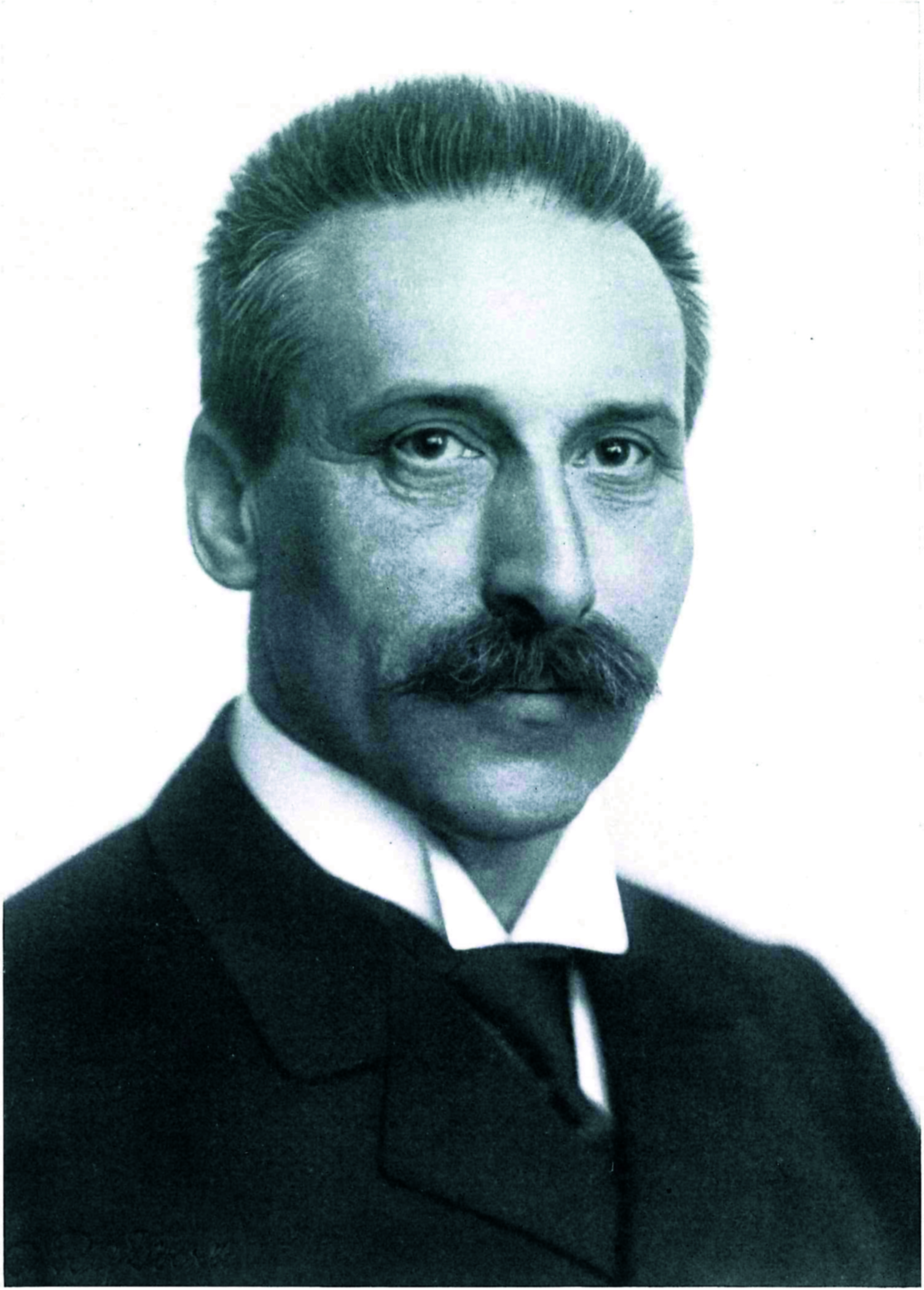
Alfred von Planta, der damalige Nationalratspräsident

Nationalratspräsident Alfred von Planta eröffnete die ausserordentliche Sitzung um 10:00 Uhr. Er unterstrich in seiner Eröffnungsrede den Willen, dass die Schweiz neutral bleiben wolle und das man bereit sei, für den Frieden im Lande alle Mittel einzusetzen.
Von Planta erklärte den geplanten Ablauf der zu behandelnden Themen und vermerkte, dass «im Hinblick auf die Sachlage und mit Rücksicht auf die Stimmung des Landes die Wahl des Generals noch heute vorzunehmen» sei. Im Parlament gab es jedoch unterschiedliche Meinungen über den Zeitpunkt der Wahl. Der sozialdemokratische Fraktionspräsident Herman Greulich beantragte die erneute Zusammenkunft der beiden Räte um 17:00 Uhr.
Um 10:30 Uhr beschloss die Bundesversammlung (mit 88 gegen 73 Stimmen) den Bericht des Bundesrats und die daraus resultierende Generalswahl am Nachmittag  zu behandeln.
Die Generalswahl sorgte für viel Gesprächsstoff und die Meinungen waren unterschiedlich. Der Nationalrat und spätere Bundesrat Karl Scheurer hielt in seinem Tagebuch Folgendes fest: «Die Wahl des Generals gibt viel zu reden. Sprecher von Bernegg und Audéoud stehen im Vordergrund. Wille scheint ausgeschlossen zu sein.»

### Der Nachmittag
Ab 14:00 Uhr begannen die Fraktionen darüber zu diskutieren, welcher Kandidat das Amt des Generals ausüben solle. Die Freisinnigen, die Katholisch-Konservativen und die Sozialdemokraten diskutieren nur über Sprecher und Wille; die anderen Kandidaten kamen für keine der Fraktionen in Frage. Die Freisinnigen beschlossen mit einer Zweidrittelmehrheit die Wahl Sprechers, die Katholisch-Konservativen ebenfalls. Auch die Sozialdemokraten entschieden sich fast einstimmig für Sprecher. Die Katholisch-Konservativen sahen von einem definitiven Beschluss jedoch ab, da sie gemeinsam mit den Freisinnigen für einen Kandidaten votieren wollten, damit dieser eine hohe Stimmenzahl und somit eine ehrenvolle Wahl erhalte.

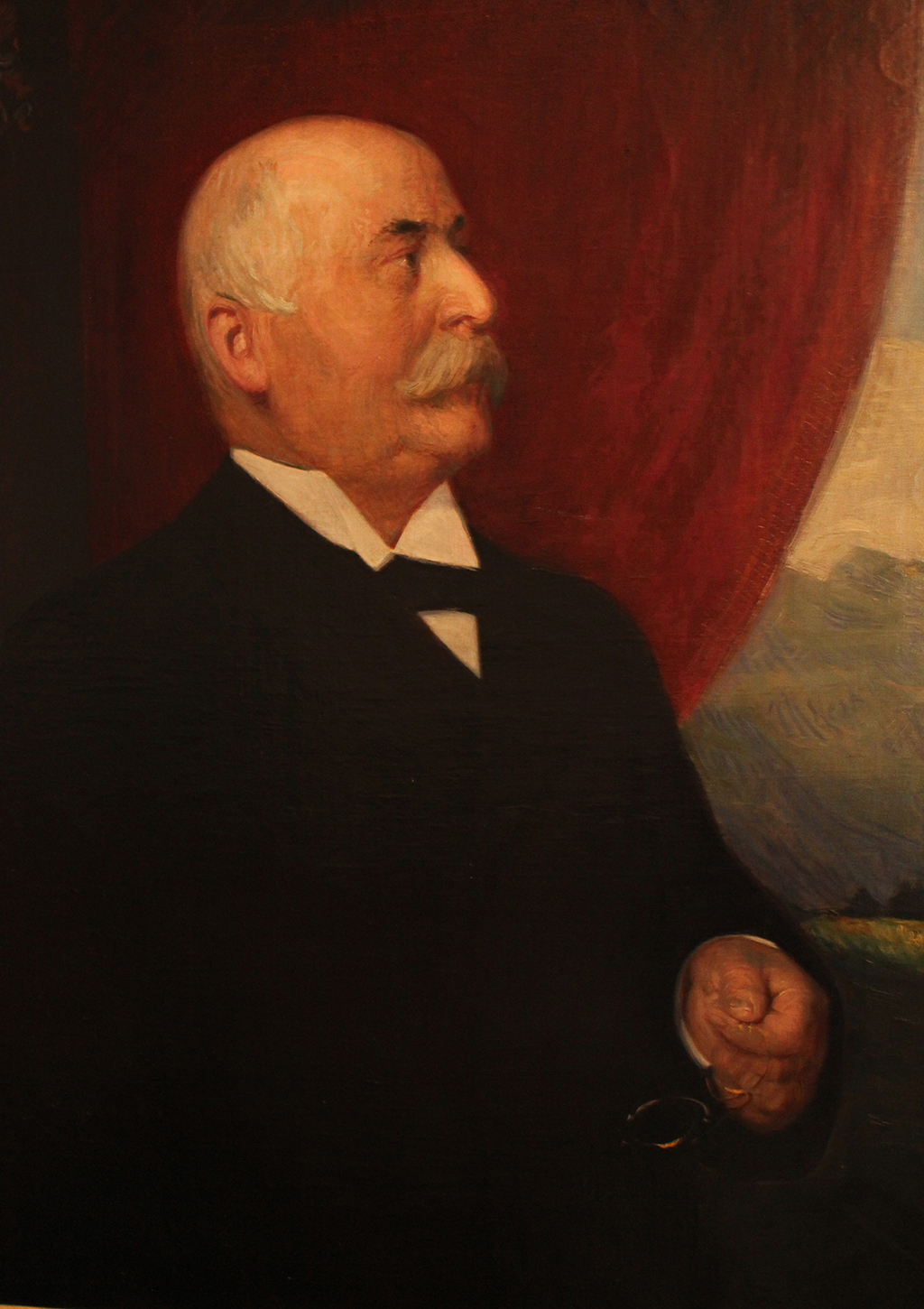
Adalbert Wirz, ein Ständerat aus dem Kanton Obwalden.

Adalbert Wirz, Ständerat aus dem Kanton Obwalden, hielt in seinem «Bundesstadtbrief» Folgendes fest:

«In der Bundesversammlung herrschte eine starke Strömung für die Wahl des Herrn Oberst von Sprecher. Der Bundesrat dagegen befürwortete einstimmig und nachdrücklich die Wahl des Herrn Obersten Wille. [...] Ein Vorschlagsrecht des Bundesrates ist nirgends vorgesehen. Würde ihn die Bundesversammlung um einen solchen Vorschlag ersucht haben, so wäre dies gleichbedeutend gewesen mit der tatsächlichen Preisgabe ihres Wahlrechtes.»

Theophil Sprecher von Bernegg sagte eine Woche vor der Wahl gegenüber dem Bundesrat Eduard Müller bereits zu, dass er auch als Generalstabschef neben Ulrich Wille dienen würde. Da ihn nun aber eine überwältigende Mehrheit wählen wollte, erklärte er gegenüber dem Bundesrat, dass er auch eine allfällige Wahl als General annehmen würde.
Der Nationalrat versammelte sich pünktlich um 16:00 Uhr für die Weiterführung der Sitzung. Ebenfalls im Saal anwesend war der Ständerat, um sich über die Entwicklungen zu informieren und die anschliessende Beratung dadurch kürzer zu gestalten. Die Zuschauertribüne war überfüllt und alle im Saal waren auf die Wahl gespannt. Der Präsident der Neutralitätskommission, Karl Spahn, sprach über die Lage und die Erteilung der Vollmachten an den Bundesrat. Édouard Secretan referierte ebenfalls über dasselbe Thema auf Französisch. Als weiterer Redner ergriff Herman Greulich das Wort. Nach diesen Rednern stimmte der Nationalrat dem Antrag zu, dass der Bundesrat  unbeschränkte Vollmachten für alle nötigen Vorkehrungen erhalten solle.
Anstatt die auf 16:30 Uhr geplante Abstimmung nun endlich durchzuführen, wurde die Durchführung der Wahl wiederum verzögert.
Im Hintergrund beauftragte Hoffmann den Nationalratspräsidenten, Sprecher ein Schreiben zukommen zu lassen.

«Lieber Freund! Sie werden gehört haben, dass die Gruppen Ihre Kandidatur in den Vordergrund stellen. Ich bitte Sie deshalb sich zur event. Beeidigung ca. 7 Uhr bereit zu halten. Beiliegend die Eidesformel. Selbstverständlich sind Zwischenfälle nicht ausgeschlossen. Freundlich […] Ihr Planta.»

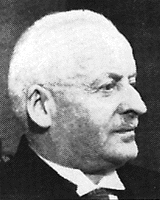
Giuseppe Motta, der dritte Bundesrat, der sich stark für Wille einsetzte.

Dieser begab sich unmittelbar nach Erhalt der Nachricht nach Hause, um sich vom Anzug in die Militäruniform umzukleiden. Zur gleichen Zeit bestellte der Bundespräsident Ulrich Wille zu sich ins Bundeshaus. Wille weilte bis dahin im Grand Hotel Bellevue und war daher rasch vor Ort. Aus einem Schreiben von Ulrich an Clara Wille geht hervor, dass zuerst Decoppet, dann Hoffmann und schliesslich Giuseppe Motta zu ihm sprachen und ihm mitteilten, dass eine stark geschlossene Opposition im Parlament vorhanden sei. Die Bundesräte hätten alles unternommen, um die Abgeordneten umzustimmen und wollten ihm nun die Entwicklungen mitteilen, damit er nicht überrascht werde. Wille gab sich damit aber nicht zufrieden und sagte, er wolle sachliche Gründe hören und diese dann analysieren. Er lehnte es ab, auf eine Wahl zu verzichten. Darauf versicherten ihm die Bundesräte, dass sie nochmals mit den Parlamentariern sprechen wollten.

### Die entscheidende Phase
Um 17:45 Uhr kam die vereinigte Bundesversammlung wiederum zusammen und es wurde laut und lärmend diskutiert. Der Bundesrat beriet sich ebenfalls nochmals und versuchte weiterhin, die Parlamentarier umzustimmen. Zur gleichen Zeit stellte Wille im Hotel fest, dass seine Wahl unter den aktuellen Voraussetzungen nicht möglich wäre. Er beschloss einen ungewöhnlichen Weg einzuschlagen und liess sich von seinem Adjutanten Karl Schulthess an die Alpenstrasse 29 in Bern chauffieren, wo Sprecher wohnte. Sprecher befand sich um 18:00 Uhr bereits in der Gala-Uniform in seinem Schlafzimmer und übte die von Von Planta erhaltene Vereidigungsformel.
Verzweifelt versuchte Wille am Anfang des Gesprächs auf Sprecher einzureden, dass dieser auf die Generalswahl verzichten solle. Wille soll dargelegt haben, dass er «sein ganzes Leben» auf «die Vorbereitung [und] auf die sich nun bietende Aufgabe» hingearbeitet habe. Sprecher überzeugten diese Ausführungen nicht, vor allem da ihn Wille zusammen mit Oberst Fritz Gertsch bei verschiedenen Gelegenheiten bekämpft hatte. Wille sprach davon, dass er sich nicht mehr bei seiner Frau und den beiden Töchtern zeigen könne, sollte er als Verlierer aus dieser Wahl hervorgehen. Sprecher blieb aber unbeeindruckt. Nun drohte Wille, dass er sich aus der Armee zurückziehen würde, um Sprecher ungehindert in der Presse bekämpfen zu können. Sprecher realisierte, dass Wille in der Opposition dem Land mehr Schaden zufügen könnte, als wenn er zum General gewählt würde. In der aktuellen Situation war es wichtig, dass die Schweiz sich sowohl gegen innen als auch gegen aussen als Einheit präsentierte und bereit war, sich um jeden Preis zu verteidigen. Mit einer anhaltenden Presseschlacht gegen den Oberbefehlshaber wäre es unmöglich, die Aufgabe zu meistern. Somit gab Sprecher gegenüber Wille nach, um aus staatspolitischer Sicht keinen Fehler zu machen. Er stellte ihm jedoch die Bedingung, dass er zukünftig die Aktivitäten Gertschs nicht mehr unterstützen dürfe.
Gegen 18:20 Uhr verliess der erleichterte Wille das Haus, unmittelbar vor dem Ehepaar Sprecher. Theophil sprach zu seiner Frau Helene den folgenden Satz: «Wir wollen in diesem schweren Moment nicht dem Vaterland ein solches Schauspiel bieten.» Seine Frau, welche die Geschehnisse miterlebte, machte später folgende Aussage gegenüber Perpetua von Sprecher: «Aber Willes gekränkte Eitelkeit wäre ein gefährlicher Faktor gewesen in der jetzigen schwierigen Situation. Es musste die Politik des Bundesrates, der kein Vorschlagsrecht hatte, mit Hochdruck den Nationalrat umstimmen, einzig aufgrund der richtigen Berechnung, dass Theophils Noblesse Garantie biete, einen Conflict zu verhüten.»
Die Generalswahl wurde nun auf 18:15 Uhr festgelegt. Bereits nach ein paar Minuten teilte der Nationalratspräsident seinen Kollegen mit, dass die Wahl erneut verschoben werden müsse. Er wolle auf Wunsch von «verschiedenen Gruppen» den Mitgliedern der Neutralitätskommission die Möglichkeit geben, sich mit ihrer Partei nochmals abzusprechen, da diese Mitglieder an den morgendlichen Fraktionssitzungen nicht hätten teilnehmen können. Nationalrat Secretan gab zu Protokoll, dass mit den «verschiedenen Gruppen» der Bundesrat gemeint sei.
Die Bundesräte versuchten nun nochmals bei den Fraktionen für eine Wahl von Wille zu werben. Im Fraktionszimmer der einflussreichen Freisinnigen bestieg der Bundespräsident sogar einen Tisch, um auf die Parlamentarier einzureden. Aber sämtliche Bemühungen der Bundesräte hätten die Parteien nie dazu gebracht, Wille zu wählen.

### Der Verzicht und die ordentliche Wahl
Nach der Ankunft Sprechers von Bernegg um 19:00 Uhr im Bundeshaus sprach dieser bei jeder Fraktion vor und gab seinen offiziellen Verzicht bekannt. Viele Parlamentarier waren von diesem Schritt beeindruckt. So schrieb Nationalrat Heinrich Walther später über diesen Auftritt: «In allen Fraktionen hatte die Erklärung Sprechers, dass er […] neben General Wille als Generalstabschef arbeiten werde, tiefen Eindruck gemacht.»
Die Freisinnigen berieten sich danach nochmals, wobei vor allem die Westschweizer weiterhin gegen Wille kämpften. Schlussendlich kippte die Fraktion ihren Entscheid vom Nachmittag und beschloss mit 67 gegen 30 Stimmen, neu Ulrich Wille zu wählen. Die Fraktion der Katholisch-Konservativen führte keine eigene Abstimmung mehr durch, sondern schloss sich wie vereinbart der Wahlempfehlung der Freisinnigen an. Die SP gab nach der Verzichtserklärung ebenfalls nach und beschloss, Wille zu wählen.
|                               | 1. Wahlgang |
| ----------------------------- | ----------- |
| ausgeteilte Wahlzettel        | 192         |
| eingegangene Wahlzettel       | 192         |
| leer/ungültig                 | 7/0         |
| gültig Total                  | 185         |
| absolutes Mehr                | 93          |
| Ulrich Wille                  | 122         |
| Theophil Sprecher von Bernegg | 63          |

Zehn Stunden nach der ersten Sitzungseröffnung leitete Alfred von Planta um 20:00 Uhr den offiziellen Wahlgang ein. Ulrich Wille gewann die Wahl mit 122 Stimmen. Trotz der Verzichtserklärung bekam Sprecher mit 63 Stimmen noch eine Zustimmung von rund einem Drittel aller Parlamentarier. Dies weist darauf hin, dass vor allem bei den Parlamentariern aus der Westschweiz und bei der SP der Unmut über den Ausgang des Tages gross war.
Der Nationalratspräsident richtete seine Glückwünsche an Ulrich Wille mit den folgenden Worten:

«Herr General!
Sie sind durch das Vertrauen der schweizerischen Bundesversammlung zum Oberbefehlshaber der eidgenössischen Armee berufen. Namens des Parlaments und des Schweizervolkes entbiete ich Ihnen vaterländischen Glückwunsch zu dieser Ehrung. Möge es Ihnen gelingen, das in Sie gesetzte Vertrauen zu rechtfertigen, mögen Sie die Ihnen unterstellte Truppe in Frieden und, wenn es sein muss, im Kriege zur Ehre und Wohlfahrt unseres Landes führen. Überbringen Sie dem schweizerischen Heere den vaterländischen Gruss der Bundesversammlung und sagen Sie ihm, dass wir unbegrenztes Vertrauen setzen in seine Tüchtigkeit und seine vaterländische Gesinnung. Ihnen, Herr General, und Ihrer Truppe übergeben wir bewegten Herzens die Hut unserer Grenze, der Schwelle zu unserer Freiheit und Unabhängigkeit. Möge uns dieses höchste Gut erhalten bleiben!»

Nach diesen Worten wurde Ulrich Wille vor der vereinigten Bundesversammlung vereidigt und anschliessend die Sitzung offiziell geschlossen.

## Auswirkungen der Wahl

Friedrich Brügger, der neu ernannte Generaladjutant

Am nächsten Tag ernannte der Bundesrat wie geplant Sprecher zum Generalstabschef der Schweizer Armee. Ferner wurde der Oberstdivisionär Friedrich Brügger zum Generaladjutanten ernannt.
Die Schweizer Medien reagierten grundsätzlich positiv auf die Wahl und die Westschweizer Medien freuten sich vor allem über die Wahl Sprechers zum Generalstabschef. Sie waren aber auch der Ansicht, dass Wille geeignet genug wäre, um die Armee zu führen. Die «Gazette de Lausanne» kritisierte in ihrer Ausgabe vom 4. August, dass sich der Bundesrat so stark in das Wahlprozedere eingemischt hatte. Sie war überzeugt, dass der ganze Tag viel reibungsloser abgelaufen wäre, wenn die Bundesversammlung nicht so vehement beeinflusst worden wäre.
Die konservativen Freiburger Nachrichten beschrieben Wille auf ihrer Titelseite vom 4. August als «scharf kantig, eckig» und «weit davon entfernt, allgemein beliebt zu sein». Die 63 Stimmen für Sprecher seien für die Zeitung ein Zeichen dafür, dass dieser ebenfalls die Kompetenzen für dieses wichtige Amt hätte. Weiter hielt die Zeitung aber fest, dass Wille und Sprecher zusammen die Schweiz am besten durch die Krise führen würden.